# Mavka

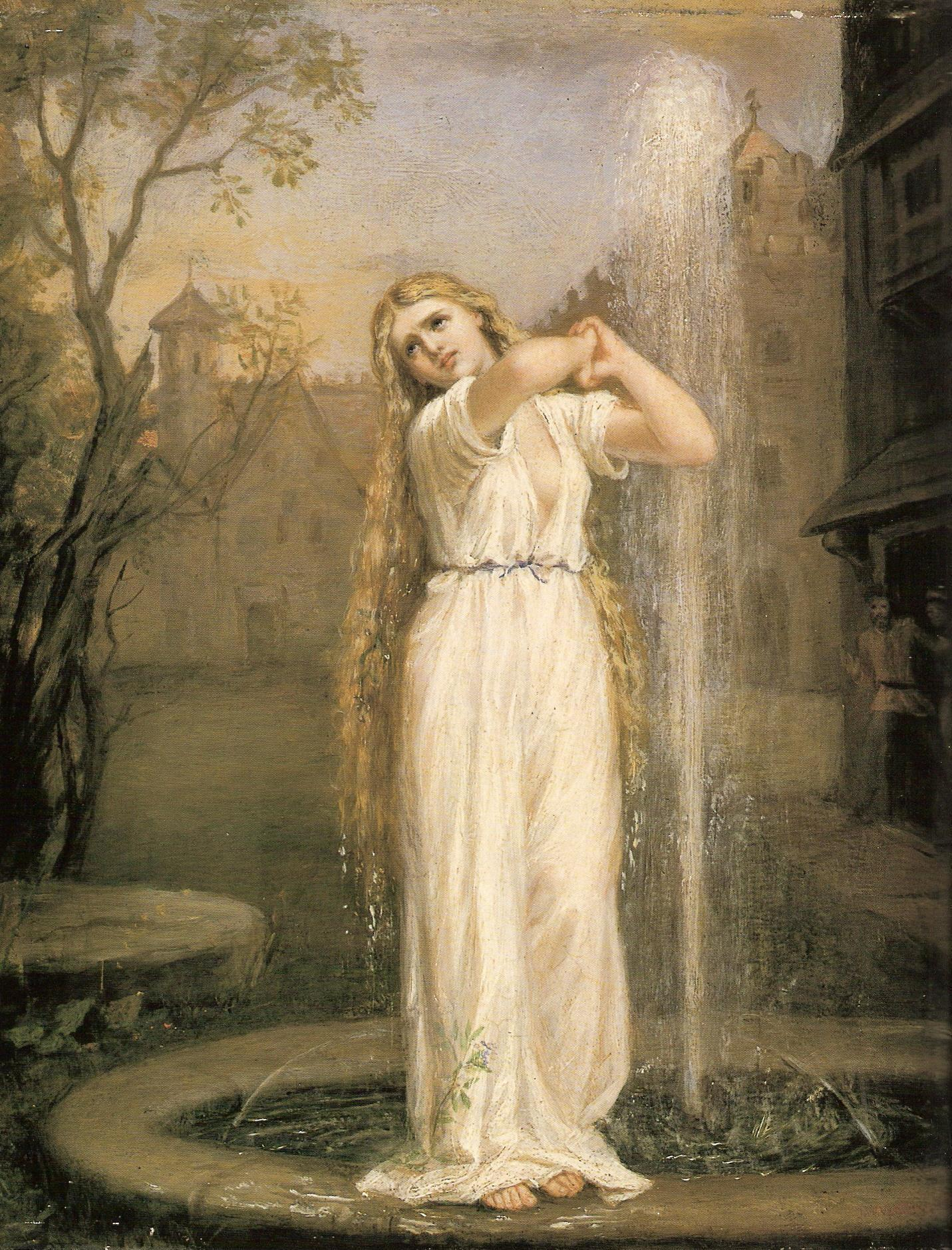
Imagen de una Mavka, pintura hecha por John William Waterhouse.

Mavka (en ucraniano, Мавка) es una variedad de Rusalka, que tiene el pelo muy largo y rubio. No tienen cuerpo, no se reflejan en el agua,y no poseen sombra. 
En Galitzia dicen que las Mavkas viven en los Montes Cárpatos. Simbolizan las almas de los niños que han nacido muertos o que han muerto sin ser bautizados. A veces toman forma de chicas guapas y jóvenes, cantan y convencen a los hombres para ir al bosque, donde les hacen cosquillas hasta la muerte, o simplemente les cortan la cabeza.
Dicen que si se las saplican con agua bendita, las Mavkas se transforman en ángeles, y para agradecer a su salvador, ellas hacen muchos favores.
Antes, en los pueblos ucranianos, la gente siempre ha ido al bosque llevando alguna imagen de la diosa Artemisa, por si se les aparece una Mavka. En ese caso, la gente optaba por darle representación artística de la divinidad y decir: «На тобі, мавко, полинь, а мене покинь» (que traducido literalmente significa «toma esa artemisa y déjame en paz»).